# Úrsula Letona
María Úrsula Ingrid Letona Pereyra (Lima, 10 de octubre de 1977) es una abogada y política peruana. Fue congresista de la República por Fuerza Popular en el periodo 2016-2019.

## Biografía
Cursó su educación primaria en el Centro Educativo Andrés Bello N.º 7001 de Miraflores y la secundaria en la Gran Unidad Escolar Miguel Grau. Cursó sus estudios superiores en la Facultad de Derecho y Ciencia Política de la Universidad Mayor de San Marcos (1996-2001), donde se graduó de bachiller y se recibió como abogada. Tiene también un diplomado en Especialización Gerencial en Gestión Pública, por la Universidad Peruana de Ciencias, donde se graduó como Master en Gestión Publica y una Maestría en el PAD de la Universidad de Piura en Gestión de las Organizaciones Aplicadas.
Trabajó como asesora y consultora durante más de diez años en diversos ministerios del Estado, como la Presidencia del Consejo de Ministros del Perú (2005) y el Ministerio de la Producción del Perú (2005-2009), donde lideró el equipo legal que diseñó e implementó el nuevo Sistema de Límites Máximos de Captura por Embarcación en la pesquería de la anchoveta. Ha sido también presidente del Directorio del Fondo de Compensación para el Ordenamiento Pesquero (FONCOPES), encargado de la supervisión de los programas de reconversión laboral, fortalecimiento de PYMES y de jubilación anticipada, a favor de los trabajadores pesqueros y Miembro del Directorio de la Autoridad Nacional del Agua - ANA. Asimismo, ha asesorado a diversas entidades públicas, en aspectos vinculados a la reforma y modernización del Estado y el control gubernamental.
Además, laboró en el Estudio Jurídico Luis Echecopar García como asociada principal (2010-2014).
En el 2011, el director de Marina de Pesca Artesanal, Toribio Mamani Machaca, le acusó de «hacer y deshacer leyes en el sector para favorecer a la Sociedad Nacional de Pesquería». Se dice que por entonces era asesora legal de la pesquera Hayduk y estaba además vinculada al estudio Hundskopff, Sparrow & Villanueva, «el bufete más poderoso del sector pesquero que ha colocado y retirado ministros», a decir de Mamani.

## Vida política
En el 2015 se afilió al partido Fuerza Popular, de cuyo Comité Ejecutivo Nacional fue miembro. La lideresa de su partido, Keiko Fujimori, la hizo jefa de su Plan de Gobierno (Plan Perú).

### Congresista de la República
En las elecciones generales de 2016 postuló para Congresista de la República, como representante de Lima Metropolitana. Ganó la curul obteniendo 23 865 votos preferenciales.
En el 2016 fue elegida presidenta de la Comisión Especial del Caso Madre Mía y en el 2017 de la Comisión Ordinaria de Constitución y Reglamento.
A poco tiempo de iniciado su periodo parlamentario, tuvo un enfrentamiento con su colega de bancada Yeni Vilcatoma, cuando esta le acusó de querer petardear su proyecto de creación de la Procuraduría General de la República como organismo autónomo de rango constitucional.  Este incidente derivó en una serie de exabruptos de parte de Vilcatoma, incluso contra otro de sus colegas, Héctor Becerril. Como su partido quiso imponerle disciplina, Vilcatoma no aceptó y abandonó la bancada de Fuerza Popular, aunque posteriormente retornó a la misma, y al igual que Letona, tuvo un papel muy activo en los procesos de vacancia contra el presidente Pedro Pablo Kuczynski, orquestadas desde el Congreso y que derivó en la renuncia de PPK a la presidencia de la República.
Durante el gobierno de Martín Vizcarra, Letona se destacó por su actitud crítica hacia las reformas constitucionales propuestas por dicho presidente y, en su calidad de vocera de su bancada, fue la encargada de orientar los votos de la misma, presuntamente por orden de su lideresa Keiko Fujimori, para blindar al exjuez César Hinostroza y respaldar al fiscal Pedro Chávarry. Cuando su partido entró en crisis luego de las revelaciones del chat La Botica y las detenciones preventivas contra Keiko Fujimori y otros dirigentes de Fuerza Popular, Letona dejó de ser vocera de su bancada.
En noviembre de 2018 volvió a tener un enfrentamiento con su colega de bancada Yeni Vilcatoma. Esta vez Vilcatoma le acusó de bloquear una propuesta para investigar, en la Comisión de Fiscalización, supuestas irregularidades detectadas en Prom-Perú. Específicamente se trataba de un contrato firmado por esta empresa pública con Sony Music Entertainment Colombia S.A., en abril de 2018, para la promoción del Perú mediante dos videoclips, por un millón de dólares. Vilcatoma, que siempre se ha jactado de luchar contra la corrupción, pidió que se expulsara a Letona de la bancada de Fuerza Popular. Letona renunció a su bancada, aduciendo que no quería ser el pretexto para dividir a la misma, viendo la crítica situación que ya atravesaba su partido. Dijo también que le parecía que Vilcatoma tenía un problema personal con ella. En la legislatura 2016-2019 fue una congresista independiente. Tras la disolución del Congreso decretado por el presidente Vizcarra su cargo congresal llegó a su fin el 30 de septiembre de 2019.
El 8 de mayo de 2019, el pleno del Congreso decidió archivar la denuncia de Vilcatoma contra Letona, sin dar mayor explicación. Por su parte Letona declaró que su renuncia a la bancada de Fuerza Popular se mantiene firme, pedido que viene siendo evaluado en la interna de la bancada.

## Controversias
En junio de 2019, la Federación de Pescadores Artesanales del Perú la denunció ante la Comisión de Ética del Congreso por tráfico de influencias, luego de la difusión de un reportaje del programa televisivo Panorama en el que se demuestra que en el 2017 Letona mantuvo comunicación constante con Óscar Peña Aparicio, el llamado «rey de la pesca negra», que actualmente se halla prófugo de la justicia. La empresa de este personaje, a la que el Ministerio de la Producción prohibió ejercer actividad, había sido beneficiada con medidas cautelares por Los Cuellos Blancos del Puerto (organización criminal enquistada en el Poder Judicial). También el reportaje mencionó un proyecto de ley impulsado por el congresista Freddy Sarmiento (de Fuerza Popular) que planteaba ampliar los derechos de pesca a compañías dedicadas al negocio de la anchoveta hasta el 2033 (con el perjuicio económico que ello acarrearía al Estado), y entre cuyos beneficiados estaba la empresa de Peña, proyecto que fue apoyado por Letona. La Comisión de Ética, sin embargo, decidió no abrir una indagación preliminar contra la congresista, luego de escuchar sus descargos, que se enfocaron en señalar como inexactos algunos detalles de la acusación.
El 26 de junio de 2019 se difundió un audio que data de 2012, en el que se escucha a Letona conversando con un abogado, conversación que probaría la injerencia que en el sector pesquero tuvo y sigue teniendo la ahora congresista (que en ese año de 2012 era abogada del Estudio Echecopar), específicamente en cuestiones de derechos de pesca de la anchoveta, muy disputados en ese ambiente empresarial. Incluso, Letona presume de sus contactos con personajes del gobierno de Ollanta Humala, entre ellos el entonces presidente del Congreso Daniel Abugattás, y asegura que podía «tumbarse» una resolución que perjudicaba a unos empresarios pesqueros, los mismos a quienes su interlocutor representaba. La Fiscal de la Nación abrió una investigación premiminar en contra de Letona y Abugattas por los delitos de tráfico de influencias y cohecho activo genérico.